# Pallacanestro Varese
Pallacanestro Varese ist einer der bekanntesten italienischen Basketballvereine aus Varese, der in der Serie A spielt. Die Spiele werden in der Halle Palasport Lino Oldrini mit 5100 Plätzen ausgetragen.

## Geschichte

### Aufstieg in die nationale Spitze (bis 1961)
Pallacanestro Varese wurde im Jahre 1945 gegründet. Im ersten Jahr seines Bestehens stieg Varese aus der Serie B als Erster in die höchste Spielklasse auf. 1949 und 1950 wurde man zweimal hintereinander Vizemeister. In den folgenden Spielzeiten war man nie schlechter als auf Acht platziert am Ende der jeweiligen Spielzeit. 1956 stieg als Namenssponsor der Haushaltsgerätehersteller Ignis ein. In den folgenden Spielzeiten erreichte man zweimal einen fünften Platz und dann zweimal einen dritten Platz in einer Zeit, als Simmenthal Mailand vier Meisterschaften hintereinander gelangen.

### Zweikampf mit Simmenthal Mailand, erster Europapokalsieg und erstes Double (1961 bis 1969)
1961 gelang dann mit der Meisterschaft der erste nationale Titelgewinn. In der darauffolgenden Spielzeit holte sich Mailand den Titel zurück und verwies Titelverteidiger Varese auf den zweiten Platz. Während Tonino Zorzi anschließend seine Spielerkarriere bei Varese beendete und seine Trainerlaufbahn startete, war Mailand auch in der Spielzeit 1962/63 nicht zu schlagen. In der Saison 1963/64 holte sich Vizemeister Varese den Titel zurück und verwies Mailand auf den zweiten Platz, die in der darauffolgenden Spielzeit den Spieß wieder umdrehten. In der Meisterschaft 1965/66 lagen die beiden Dauerrivalen am Saisonende gleichauf und es kam zu einem Entscheidungsspiel, das Varese mit dem Italo-Amerikaner Tony Gennari deutlich mit 15 Punkten gewann. Der Verband erkannte Varese den Titel jedoch ab, da die Spielberechtigung für Gennari irregulär gewesen war. Im gleichen Jahr gewann man erstmals den Intercontinental Cup.
In der folgenden Spielzeit 1966/67 rückte der damals 16-jährige Center Dino Meneghin, der sich in der Folge zum dominierenden Spieler auf seiner Position in Europa entwickeln sollte, in den Kader der ersten Mannschaft und man wurde erneut Vizemeister hinter Mailand. Bei seiner ersten Austragung gewann man den Europapokal der Pokalsieger in zwei Finalspielen gegen den israelischen Serienmeister Maccabi Tel Aviv. In der folgenden Spielzeit rangierte am Ende erneut einen Platz hinter Mailand, wurde jedoch 1968 nur Fünfter, als sich Pallacanestro Cantù seine erste Meisterschaft holte. In der folgenden Spielzeit 1968/69 holte man sich das nationale Double, als man im Pokalfinale den von Zorzi trainierten Vizemeister und Titelverteidiger Partenope Napoli mit einem Punkt schlug und in der Meisterschaft Dauerrivale Mailand auf den zweiten Platz verwies.

### Dominanz unter Trainer Nikolić (1969 bis 1973)
1969 wurde der Jugoslawe Aleksandar Nikolić neuer Trainer der Norditaliener und führte die Mannschaft zu einer Dominanz über Italien hinaus. Nachdem man im Halbfinale des Landesmeister-Europapokal deutlich über Vorjahresfinalist Real Madrid triumphiert hatte, schlug man in Nikolić’ Heimatstadt Sarajevo im Finale Titelverteidiger ZSKA Moskau, gegen die man in der Zwischenrunde noch verloren hatte. Neben dem nationalen Double gewann man erneut den Intercontinental Cup und blieb in jedem nationalen und internationalen Wettbewerb am Ende siegreich. Nach dem dritten nationalen Double in Folge 1971 verlor man jedoch die Neuauflage des Finalspiels im Europapokal gegen Moskau vergleichsweise deutlich mit 14 Punkten Unterschied. Auch Simmenthal Mailand schlug 1972 zurück und verwies Varese sowohl in Meisterschaft und Pokal auf den zweiten Platz. Nachdem man in der Abschlusstabelle gleichauf gelegen war, gewann Mailand sowohl das Entscheidungsspiel wie auch das Pokalfinale mit vier Punkten Unterschied. Ohne Titelverteidiger ZSKA Moskau konnte sich jedoch Varese im Landesmeister-Pokal knapp im Finale gegen Jugoplastika Split durchsetzen und sich damit gleichzeitig auch eine erneute Teilnahme in diesem Wettbewerb sichern. 1972 stieß dann der US-Amerikaner Bob Morse zu Varese und in der Zwischenrunde des Europapokals sicherte man sich hinter ZSKA Moskau den zweiten Platz und traf daher im Halbfinale auf den nationalen Rivalen aus Mailand, den man deutlich mit 40 Punkten Unterschied aus zwei Spielen besiegte. Im Finale konnte man sich dann für die Niederlage in der Zwischenrunde sowie im Finale zwei Jahre zuvor gegen Moskau revanchieren und verteidigte seinen Titel als Europapokalsieger. In der Meisterschaft 1973 lag man gleichauf mit Mailand und gewann seinerseits in einer Revanche für die Niederlage ein Jahr zuvor das Entscheidungsspiel mit vier Punkten Unterschied. Der nationale Pokalgewinn und der Erfolg im Intercontinental Cup machten den zweiten Vierfach-Triumph nach 1970 perfekt und bedeuteten das Ende der Ära Nikolić, der zurück zu KK Roter Stern Belgrad ging.

### Meister oder Europapokalsieger unter Trainer Gamba (1973 bis 1977)
1973 wurde ausgerechnet Sandro Gamba Trainer von Varese, zuvor ein knappes Vierteljahrhundert Spieler und Trainer von Dauerrivale Olimpia Milano. Varese verteidigte seinen nationalen Meistertitel und zog im Europapokal, der ohne Beteiligung von ZSKA Moskau stattfand, erneut ins Finale ein, wo man jedoch Real Madrid mit zwei Punkten Unterschied unterlegen war. Diese Scharte konnte man 1975 auswetzen, als man in einer Neuauflage des Vorjahresfinales den Titelverteidiger diesmal deutlich mit 13 Punkten Unterschied besiegte. Dies war auch nötig, da man sich nur so eine weitere Teilnahme am Europapokal sichern konnte, da man die Finalrunde der italienischen Meisterschaft hinter Cantù als Vizemeister beendet hatte. Dies bedeutete auch das Ende von Ignis als Sponsor, der dem Verein 19 Jahre seinen Namen gegeben hatte. Im Europapokalfinale 1976 traf man zum dritten Mal hintereinander auf Real Madrid und zog mit dem Finalsieg und dem fünften Landesmeister-Titel mit dem spanischen Verein gleich und überholte ZSKA Moskau, die zuvor viermal in diesem Wettbewerb erfolgreich waren. In der Finalrunde der nationalen Meisterschaft kam man erneut als Zweiter ein und musste diesmal Altmeister Virtus Bologna den Vortritt lassen, der seinen ersten Meisterschaftstitel seit 20 Jahren gewann. Die Meisterschaft 1977 wurde erstmals im Play-off-Modus der besten vier Mannschaften ausgetragen und Varese blieb in diesen ohne Niederlage und konnte Titelverteidiger Bologna in der Finalserie besiegen. Auch im Landesmeister-Pokal gab es eine Änderung im Modus; statt einer Zwischenrunde und einem Halbfinale gab es jetzt eine Finalrunde, die Varese nach zehn Spielen als Erster beendete und Madrid und Moskau hinter sich ließ. Wegen des besseren direkten Vergleichs zog Maccabi Tel Aviv als Zweiter ins Endspiel ein und konnte in Belgrad Varese mit einem Punkt besiegen. Der erste Europapokaltriumph für Maccabi bedeutete eine späte Revanche für das verlorene Pokalsieger-Finale zehn Jahre zuvor, als Varese seinen ersten Europapokal gewonnen hatte. Dies bedeutete auch das Ende der Ära von Sandro Gamba als Trainer.

### Vom großen Glück verlassen (1977 bis 1981)
1977 wurde Nico Messina erneut Trainer, der Varese zu seinem ersten Double 1969 geführt hatte. Mit diesem konnte man die nationale Meisterschaft in einer Neuauflage der Finalserie gegen Bologna verteidigen. Im Europapokal zog man als Zweiter der Finalserie ins Endspiel gegen Real Madrid ein, die dieses in der Olympischen Basketballhalle gewannen. Für die folgenden beiden Spielzeiten wurde Edoardo Rusconi Trainer, selbst langjähriger Spieler von 1967 bis 1975 und 1977 bis 1978 für Varese. Gleichauf nach der Finalrunde zogen Varese und KK Bosna Sarajevo ins Europapokal-Endspiel ein, wo der jugoslawische Verein mit 96:93 siegreich war. Im zehnten Landesmeister-Europapokal-Endspiel hintereinander bedeutete dies die fünfte Finalniederlage und die dritte hintereinander. In der Meisterschaft verlor man als Hauptrundenerster die Halbfinalserie gegen Olimpia Milano. Damit war auch klar, dass das Endspiel im Europapokal der Landesmeister 1980 für Varese unerreichbar war, denn man war damit nicht mehr in diesem Wettbewerb teilnahmeberechtigt. Stattdessen erreichte man das Finale im Europapokal der Pokalsieger, wo man die Serie des nationalen Konkurrenten Pallacanestro Cantù unterbrach, der zuvor dreimal in diesem Wettbewerb siegreich gewesen war. In Mailand siegte man gegen Cantù mit zwei Punkten nach Verlängerung. In der Meisterschaft schied man jedoch im Halbfinale gegen Titelverteidiger Virtus Bologna aus. Nach einem Trainerwechsel erreichte man in der Spielzeit 1980/81 zwar erneut den ersten Platz nach der regulären Saison, doch im Halbfinale war erneut gegen Titelverteidiger Bologna Endstation. Am Ende der Spielzeit verließen Bob Morse, der nach Frankreich ging, und Dino Meneghin, der nach Mailand wechselte, den Verein. Damit war die erfolgreichste Zeit von Varese beendet.

### Bis zum Absturz in die Serie A2 (1981 bis 1992)
In den folgenden Jahren nach 1981 blieb man unter den besten acht Mannschaften Italiens, kam aber in den Meisterschafts-Play-offs nie über das Viertelfinale hinaus. Die beste Spielzeit hatte man 1984/85, als man als Vierter der Hauptrunde zwar auch im Viertelfinale ausschied, doch im wieder eingeführten Pokalwettbewerb in die Finalspiele einzog, die jedoch gegen Scavolini Pesaro verloren gingen. Außerdem erreichte man im europäischen Korać-Cup 1985 das Finale in Brüssel, das gegen den nationalen Konkurrenten Olimpia Milano um Dino Meneghin und Mike D’Antoni mit 13 Punkten Unterschied verloren ging.
Nach einem weiteren sechsten Platz in der Spielzeit danach wurde der US-Amerikaner Joe Isaac 1986 Trainer und man beendete die reguläre Saison als Tabellenerster, um dann in der Play-off-Halbfinalserie gegen Titelverteidiger Mailand, die sich mit Bob McAdoo verstärkt hatten, sieglos zu bleiben. Gleiches wiederholte sich in der darauffolgenden Spielzeit 1987/88, als Tabellenerster verlor man die Play-off-Halbfinalserie gegen den späteren Meister Pesaro, die sich damit ihren ersten Meisterschaftserfolg holten. Im Finale des Pokalwettbewerbs 1988 verlor man gegen Juventus Caserta. 1988/89 erreichte man nach der regulären Spielzeit nur einen neunten Tabellenplatz und schied im Play-off-Viertelfinale aus, worauf Trainer Isaac wieder gehen durfte.
Kurzfristig brachte dies Erfolg, als man in der darauffolgenden Spielzeit nach dem zweiten Tabellenplatz in die Finalserie der Meisterschaft einzog, wo man jedoch Pesaro nicht an ihrem zweiten Meisterschaftserfolg hindern konnte. Am Ende der Spielzeit verließ Power Forward Corny Thompson nach sechs Jahren die Mannschaft in Richtung Spanien, während Dino Meneghins Sohn Andrea Meneghin in die erste Mannschaft rückte. Mit dem Neuaufbau hatte man in der Spielzeit 1990/91 keinen Erfolg und verpasste erstmals seit Einführung die Play-offs in der nationalen Meisterschaft. Die Saison 1991/92 endete dann katastrophal für den erfolgsverwöhnten Klub. In der Relegationsrunde mit den besten Klubs aus der Serie A2 verpasste man wegen des schlechteren direkten Vergleichs den Klassenerhalt und musste erstmals absteigen.

### Wiederaufstieg und zehnte Meisterschaft (1992 bis 1999)
Trainer Joe Isaac kehrte zurück und in der Relegationsrunde 1993 verpasste man noch knapp die Rückkehr in die höchste Spielklasse. Für die darauffolgende Spielzeit wurde mit Trainer Edoardo Rusconi ein weiterer Trainer-Rückkehrer verpflichtet und durch den ersten Tabellenplatz 1994 sicherte man sich direkt den Wiederaufstieg, während der langjährige norditalienische Rivale Cantù seinerseits in die Serie A2 abstieg. Nach dem Wiederaufstieg konnte man sich immer für die Play-offs der besten acht Mannschaften qualifizieren und erreichte auch unter dem neuen Trainer Carlo Recalcati 1998 gegen den späteren Meister Virtus Bologna erstmals wieder eine Halbfinalserie. In der darauffolgenden Spielzeit zog man in das „Final Four“ um den Pokalwettbewerb ein, den Virtus Bologna in eigener Halle mit zwei Punkten Unterschied im Finale gegen Varese gewinnen konnte. In der Meisterschaft konnte man sich jedoch revanchieren und konnte den Titelverteidiger diesmal in der Halbfinalserie besiegen, um die Finalserie glatt gegen Benetton Treviso zu gewinnen. Nach der Meisterschaft kehrte Giacomo Galanda zu Fortitudo Bologna zurück und „nahm“ gleich Trainer Recalcati mit.

### Mittelmaß, Abstieg und erneute Rückkehr (seit 1999)
Nach der Meisterschaft folgten eine Reihe von Trainerwechseln, oft während der Spielzeit, und die Mannschaft konnte sich nie besser als Platz 8 in der Abschlusstabelle platzieren. 2005 erreichte man mit nur einem Sieg Vorsprung den Klassenerhalt. Anschließend stieg mit Whirlpool der neue Besitzer des ehemaligen Namenssponsors Ignis als neuer Namenssponsor ein. Nachdem man 2007 nach der Rückkehr von Galanda mit dem siebten Platz die beste Abschlussplatzierung seit der Meisterschaft gefeiert hatte, folgte in der Spielzeit 2007/08 unter dem neuen Namenssponsor Cimberio der erneute Absturz in die Zweitklassigkeit, als man die Saison als Vorletzter nach nur acht Siegen in 34 Spielen beendet. Hinter Varese rangierte nur wegen eines Punktabzugs Scafati Basket.
Cimberio blieb jedoch Namenssponsor und auch Galanda blieb dem Verein treu und in der Legadue, die die Serie A2 abgelöst hatte, gelang nach dem ersten Platz in der Abschlusstabelle der sofortige Wiederaufstieg. Nach einem zwölften Platz 2010 erreichte man 2011 und 2012 jeweils knapp den Einzug in die Play-offs um die italienische Meisterschaft.

## Sponsorennamen
- 1954–1956: Storm
- 1956–1975: Ignis
- 1975–1978: Mobilgirgi
- 1979–1982: Emerson
- 1982–1983: Cagiva
- 1983–1984: Star
- 1985–1986: Divarese
- 1991–1992: Ranger
- 1993–1998: Cagiva
- 1999–2001: Roosters
- 2001–2004: Metis
- 2004–2005: Casti Group
- 2005–2007: Whirlpool
- 2007–2014: Cimberio
- Seit 0 2014: Openjobmetis

## Erfolge
- Landesmeisterpokal: 1970, 1972, 1973, 1975, 1976
- Landesmeisterpokal-Finale: 1971, 1974, 1977, 1978, 1979
- Saporta Cup: 1967, 1980
- Korać-Cup-Finale: 1985
- Intercontinental Cup: 1966, 1970, 1973
- Italienischer Basketballmeister: 10-mal – 1961, 1964, 1969, 1970, 1971, 1973, 1974, 1977, 1978, 1999
- Italienischer Basketballpokal: 1969, 1970, 1971, 1973
- Italienischer Supercup: 1999

## Bedeutende ehemalige Spieler
| - Aldo Ossola - Aleksandar Nikolić - Alessandro De Pol - Andrea Meneghin - Antonio Zorzi - Antony Gennari - Arijan Komazec - Bob Morse | - Charlie Yelverton - Corey Albano - Corny Thompson - Daniel Farabello - Daniel Santiago - DeJuan Collins - DeMarco Johnson - Dino Meneghin | - Doug Brandt - Federico Marin - Francesco Vescovi - Gabriel Fernandez - Geno Carlisle - Giacomo Galanda - Gianmarco Pozzecco - Gregor Hafnar | - Jerry McCullough - Nico Messina - Manuel Raga - Marco Allegretti - Mario Andreo - Pavel Podkolzine - Rolando Howell - Rusty LaRue | - Remo Maggetti - Renato Padovan - Romeo Sacchetti - Stefano Rusconi - Veljko Mršić |